# Campeonato Europeo de Bádminton de 2026
El XXXII Campeonato Europeo de Bádminton se celebrará en Huelva (España) del 6 al 12 de abril de 2026 bajo la organización de Badminton Europe (BE) y la Federación Española de Bádminton.
Las competiciones se realizarán en el Palacio de Deportes Carolina Marín de la ciudad andaluza.